# Fortissima
Fortissima è una raccolta pubblicata dalla Baby Records nel 1982 che contiene le hit della squadra omonima del programma Premiatissima '82 in onda su Canale 5. La copertina e il logo sono di Enzo Mombrini ed Erminia Munari.

## Tracce
1. Ricchi e Poveri – Piccolo amore – 3:21
2. Gazebo – Masterpiece – 4:10
3. Al Bano e Romina Power – Tu soltanto tu – 3:39
4. Rondò Veneziano – Scaramucce – 3:35
5. The Flirts – Passion (American Version) – 3:40
6. Pink Project – Disco Project (Medley) – 5:05
7. Nighthawk – Eye of the Tiger (Tema musicale del film «Rocky III») – 3:20
8. Stephen Schlaks – Bolero in Four-Four – 2:57
9. Dario Farina – Sei la sola che amo – 3:20
10. Paolo Barabani – Neve di primavera – 3:40